# Нёпре
Нёпре (фр. Neupré, валлон. Li Noûpré) — коммуна в Валлонии, расположенная в провинции Льеж, округ Льеж. Принадлежит Французскому языковому сообществу Бельгии. На площади 31,69 км² проживают 9798 человек (плотность населения — 309 чел./км²), из которых 48,56 % — мужчины и 51,44 % — женщины. Средний годовой доход на душу населения в 2003 году составлял 16 110 евро.
Почтовые коды: 4120—4122. Телефонный код: 04.